# Gianni Meersman
Gianni Meersman, född 5 december 1985 i Tielt, är en professionell belgisk tävlingscyklist. Han tävlar sedan 2008 för det franska UCI ProTour-stallet Française des Jeux. Meersman blev professionell 2007 med det amerikanska stallet Discovery Channel Pro Cycling Team, som lade ned sin cykelverksamhet efter säsongen. Belgaren hade redan 2005 blivit erbjuden ett kontrakt med det amerikanska stallet men tackade nej för att i stället tävla ytterligare ett år för amatörstallet Beveren 2000. Under sitt sista år som amatör vann han bland annat en etapp på Ronde van Namen.
Under sin första säsong som professionell vann Gianni Meersman etapp 5 av Österrike runt. Han vann också etapp 3 av Tour de Georgia, men efter etappen var han tvungen att bryta tävlingen med anledning av en inflammation i knäskålen.
Han började säsongen 2008 med att sluta tvåa på etapp 1 av det franska etapploppet Étoile de Bessèges. Han slutade på andra plats i etapploppet efter den ryska cyklisten Yuri Trofimov. I slutet av juli 2008 vann belgaren etapp 4 under Tour de la Région Wallonne.
Under säsongen 2009 slutade Gianni Meersman på tionde plats på etapp 2 av Volta ao Algarve. I slutet av säsongen tog Meersman och Ilje Keisse hem tredje platsen på Grenobles sexdagars bakom Franco Marvulli/Luke Roberts och Jeff Vermeulen/Léon van Bon.

## Familj
Gianni Meersman är äldre bror till Luigi Meersman, som vann det belgiska endagsloppet Klein Brabant Classic under säsongen 2008. Även hans far Luc Meersman var professionell cyklist 1983–1986 och farfadern Maurice Meersman slutade bland annat tvåa i den belgiska cykeltävlingen Omloop Het Volk 1950.

## Meriter

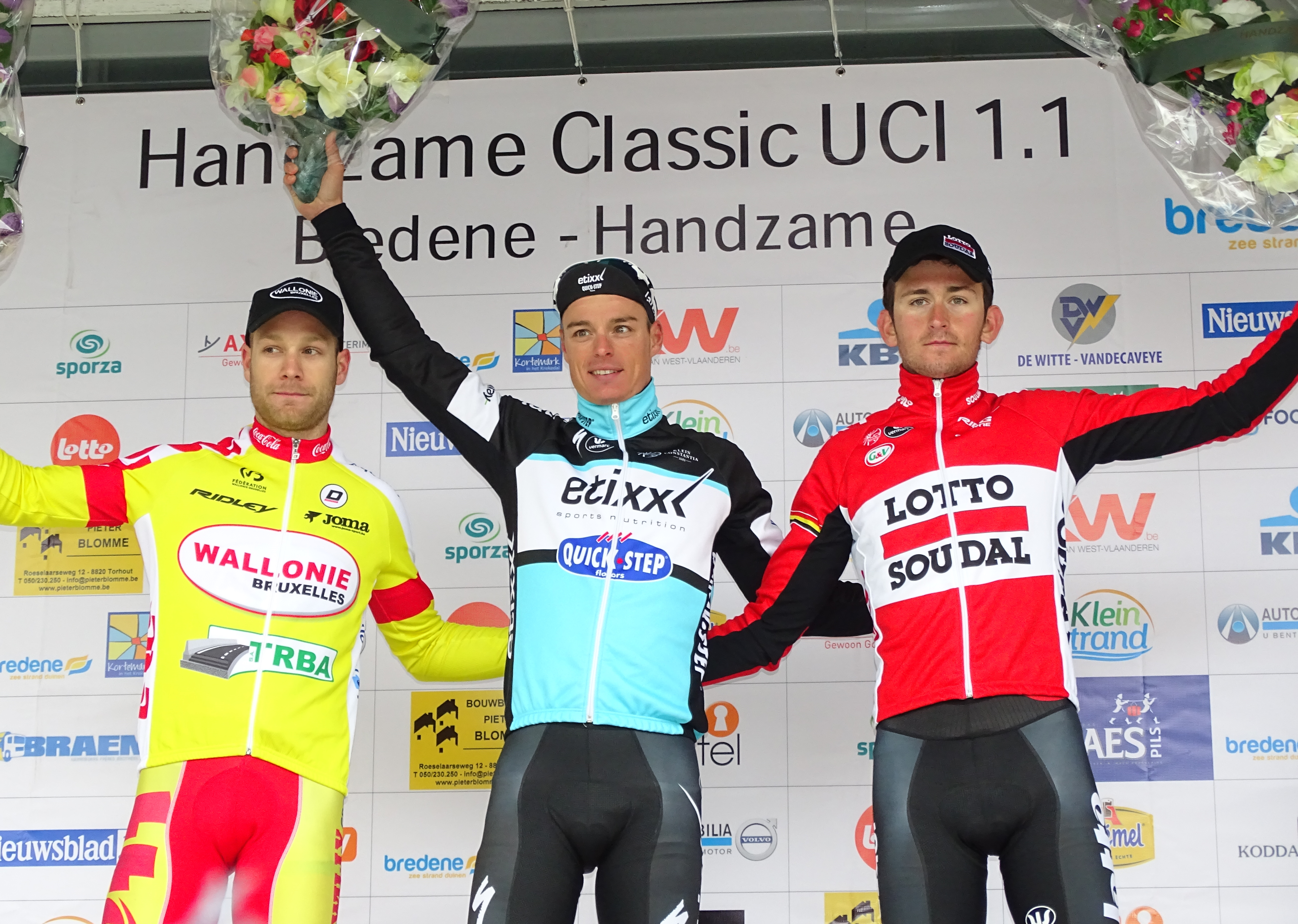
Handzame Classic 2015: Antoine Demoitié (2), Gianni Meersman (1) & Tiesj Benoot (3).

2005
1:a, Tour de Namur
1:a, etapp 3, Tour de Namur
2006
1:a, etapp 2, Tour de Namur
3:a, Tour de l'Oise
3:a, etapp 4, Tour de l'Oise
2007
1:a, etapp 5, Österrike runt
1:a, etapp 3, Tour de Georgia
2008
1:a, etapp 4, Tour de Wallonie
2:a, Étoile de Bessèges
3:a, Trophée des grimpeurs
2009
3:a, Grenoble sexdagars